# 绣球荚蒾
绣球荚蒾、中华木绣球（学名：Viburnum macrocephalum）是忍冬科荚蒾属的植物，落叶或半常绿灌木；卵形至卵状椭圆形的叶子对生，被有星状毛；夏季开花，花于枝顶集成聚伞花序，边缘具白色中性花。
中国特有植物；分布在中国大陆的江西、浙江、江苏、河北等地，生长于海拔100米至2,170米的地区。

## 别名
绣球（广群芳谱） 木绣球（拉汉种子植物名称） 八仙花、紫阳花（南京）

## 变型
- 绣球荚蒾（原变型）Viburnum macrocephalum Fort. f. macrocephalum
- 琼花 Viburnum macrocephalum Fort. f. keteleeri (Carr.) Rehd.